# Ларсон, Джордан
Джордан Куинн Ларсон (англ. Jordan Quinn Larson; 16 октября 1986, Фримонт, штат Небраска, США) — американская волейболистка. Нападающая-доигровщица. Олимпийская чемпионка 2020, чемпионка мира 2014.

## Биография
Джордан Ларсон родилась во Фримонте (штат Небраска) в семье баскетбольного тренера Кевина Ларсона и Кей Клаф. Волейболом начала заниматься в 12-летнем возрасте в городе Хупер (Небраска), куда переехала с матерью после развода родителей. В 2003—2005 выступала за команду «Небраска Джуниорс» на юношеских Олимпийских играх США.
С 2005 года Ларсон играла за команду Университета Небраски-Линкольна. В её составе в 2006 становилась чемпионкой, а 2005 и 2008 — призёром чемпионата Национальной ассоциации студенческого спорта (англ. National Collegiate Athletic Association, сокр. NCAA). Получила степень бакалавра в области коммуникационных исследований. В 2020 году волейболистку ввели в Зал спортивной славы Университета Небраски-Линкольна (англ. University of Nebraska Athletic Hall of Fame), а номер 10, под которым она выступала, был выведен из обращения.
В 2009 первым профессиональный клубом Ларсон стал пуэрто-риканский «Вакерос де Баямон». По итогам регулярного сезона чемпионата Пуэрто-Рико спортсменка была признана самым ценным игроком, а также лучшей нападающей и самой результативной. В том же году Ларсон заключила контракт с российским клубом «Динамо-Казань», за который выступала на протяжении 5 сезонов, став в его составе 4-кратной чемпионкой России, двукратной обладательницей Кубка России, победителем Лиги чемпионов ЕКВ и клубного чемпионата мира. В 2014 перешла в «Эджзаджибаши» из Турции, с которым по два раза выиграла Лигу чемпионов и чемпионат мира среди клубов. С 2019 играет в Китае за клуб из Шанхая. 14 февраля 2022 года была заявлена за итальянский клуб «Веро Воллей».
В 2009 Ларсон дебютировала в национальной сборной США, приняв участие в розыгрыше Панамериканского Кубка, Гран-при и чемпионате NORCECA. С этого времени неизменно выступает за главную команду страны, выиграв в её составе 11 высших титулов на официальных соревнованиях континентального и мирового уровня, в числе которых «золото» Олимпиады-2020, чемпионата мира 2014, Гран-при (трижды), Лиги наций (трижды) чемпионата NORCECA (трижды). С 2018 — капитан сборной.

### Клубная карьера
- 2005—2008 —  Университет Небраски-Линкольна;
- 2009 —  «Вакерас де Баямон» (Баямон);
- 2009—2014 —  «Динамо-Казань» (Казань);
- 2014—2019 —  «Эджзаджибаши» (Стамбул);
- 2019—2022 —  «Шанхай Брайт Юбест» (Шанхай);
- 2022—2023 —  «Веро Воллей» (Монца).
- с 2024 —  «Омаха» (Омаха) — LOVB (League One Volleyball).

## Достижения

### Со сборными США
- Олимпийская чемпионка 2020;
  - двукратный серебряный (2012, 2024) и бронзовый (2016) призёр Олимпийских игр.
- чемпионка мира 2014.
- двукратный серебряный (2011, 2019) и бронзовый (2015) призёр розыгрышей Кубка мира.
- серебряный (2013) и бронзовый (2017) призёр розыгрышей Всемирного Кубка чемпионов.
- 3-кратный победитель Мирового Гран-при — 2010, 2011, 2015;
  - серебряный призёр Гран-при 2016.
- 3-кратный победитель Лиги наций — 2018, 2019, 2021.
- 3-кратная чемпионка NORCECA — 2011, 2013, 2015;
  - двукратный серебряный призёр чемпионатов NORCECA — 2019, 2023.
- двукратный бронзовый призёр розыгрышей Панамериканского Кубка — 2010, 2011;
- чемпионка NORCECA среди молодёжных команд 2004.

### С клубами
- чемпионка (2006), серебряный (2005) и бронзовый (2008) призёр чемпионатов NCAA.
- 4-кратная чемпионка России — 2011, 2012, 2013, 2014.
- двукратный победитель розыгрышей Кубка России — 2010, 2012.
  - двукратный серебряный призёр Кубка России — 2011, 2013.
- двукратный серебряный (2018, 2019) и двукратный бронзовый (2015, 2016) призёр чемпионатов Турции.
- победитель розыгрыша Кубка Турции 2019;
  - серебряный призёр Кубка Турции 2018.
- обладатель Суперкубка Турции 2018.
- серебряный (2020) и бронзовый (2021) призёр чемпионатов Китая.
- победитель лиги Athletes Unlimited Volleyball 2021.
- двукратный серебряный призёр чемпионатов Италии — 2022, 2023.
- серебряный призёр чемпионата США (LOVB) 2025.

- 3-кратный победитель Лиги чемпионов ЕКВ — 2014, 2015, 2016;
  - двукратный бронзовый призёр Лиги чемпионов ЕКВ — 2012, 2017.
- победитель розыгрыша Кубка Европейской конфедерации волейбола (ЕКВ) 2018.
- 3-кратная чемпионка мира среди клубных команд — 2014, 2015, 2016.

### Индивидуальные
- 2003: лучшая на подаче юниорского чемпионата мира.
- 2004: MVP и лучшая на приёме молодёжного чемпионата NORCECA.
- 2007: лучшая на приёме чемпионата NCAA.
- 2009: лучшая на подаче чемпионата NCAA.
- 2009: MVP, лучшая нападающая и самая результативная чемпионата Пуэрто-Рико.
- 2010: лучшая на подаче Кубка России.
- 2012: лучшая на приёме Лиги чемпионов ЕКВ.
- 2013: лучшая на подаче чемпионата NORCECA.
- 2014: лучшая блокирующая Лиги чемпионов ЕКВ.
- 2015: MVP Лиги чемпионов ЕКВ.
- 2015: MVP клубного чемпионата мира.
- 2016: лучшая нападающая чемпионата Турции.
- 2017: лучшая на приёме Кубка Турции.
- 2017: лучшая доигровщица (одна из двух) Всемирного Кубка чемпионов.
- 2018: лучшая доигровщица (одна из двух) Кубка Турции.
- 2018: MVP Суперкубка Турции.
- 2020: MVP и лучшая доигровщица (одна из двух) Олимпийских игр.
- 2020: член Зала спортивной славы Университета Небраски-Линкольна.

## Личная жизнь
В 2009—2016 мужем Ларсон был инженер Люк Бурбах. В 2020 спортсменка объявила о помолвке с Дэвидом Хантом — волейбольным тренером, ассистентом наставника женской сборной США на Олимпиаде-2016.